# 青春前期 (高木たかしの曲)
「青春前期」（せいしゅんぜんき）は、1965年3月に発売された高木たかしのシングル。

## 解説
- 日活映画「青春前期 青い果実」主題歌。高木本人も高木俊役で出演。
- 2014年8月13日にMEG-CDにて復刻された（規格番号：CRMEG-10426）[1]。

## 収録曲
- 両楽曲共に、作詞：星野哲郎、作曲：北原じゅん、編曲：小杉仁三、演奏：クラウン・オーケストラ

1. 青春前期（2分59秒）
2. 泣かないよ（2分59秒）